# Богоявленский Кутеинский монастырь
Богоявленский Кутеинский монастырь — мужской монастырь Витебской и Оршанской епархии Белорусской православной церкви в городе Орше.

## История монастыря
Благословение (в виде грамоты) на строительство Богоявленского мужского монастыря было получено 19 мая 1620 года от патриарха Иерусалимского Феофана III. Монастырь расположился на окраине Орши близ впадения реки Кутеинки в Днепр.
Комплекс монастыря состоял из деревянного Богоявленского собора (1635), Свято-Духовской (с 1762 года Троицкой) церкви и колокольни, хозяйственных построек, с трёх сторон был обнесён каменной стеной, остатки которой сохранились.
19 сентября 1623 года началась история обители, когда Богдан Стеткевич дал фундуш на монастырь. Руководителем монашеской общины стал иеромонах Иоиль (Труцевич).
В начале существования был ставропигиальным (1623—1772) и прямо зависел от Константинопольского патриаршего престола (до 1655 г.). Имел многочисленное братство в 200 братьев и именовался лаврой.
В 1629 году Анна Богдановна Статкевич-Огинская и её сын Богдан Статкевич-Завирский передали обители слободу Бельковщина между Днепром и Кутеинкой.
В 1631 году была обретена икона Божьей Матери «Оршанская», подлинник которой впоследствии был утерян, а копия находится в храме Живоначальной Троицы.
В том же 1631 году Спиридоном Соболем в монастыре отпечатан первый в нынешней Беларуси «Букварь».
29 июня 1635 года киевским митрополитом Петром Могилой в монастыре был освящён деревянный Богоявленский собор с двумя приделами с нижним каменным храмом во имя праведного Лазаря, и строитель иеромонах Иоиль (Труцевич) был возведён в должность игумена.
В 1648 году при обители открыта братская школа.
В 1655 году часть братства во главе с игуменом Иоилем (Труцевичем) эвакуирована в Иверский Валдайский монастырь.
В 1656 году монастырь посетил царь Алексей Михайлович. Согласно его приказу, знаменитые резчики по дереву Арсений и Герасим и гравёр Паисий отправились в Москву, где работали в Оружейной палате Кремля, украшали Коломенский царский дворец и церкви в Измайлове. В Москве работал и кутеинский мастер по изготовлению матриц для отливки шрифта Каллистрат.
В 1762 году при составления штатов обитель стала монастырём третьего класса.
В 1772 году обитель была переведена из ведения Киевской епархии к Могилёвской.
В 1805 году монастырю дарован статус архимандрии.
В 1812 году обитель была разграблена французскими войсками.
В 1842 году монастырь был выведен за штат и стал приписным к Оршанскому Покровскому монастырю. (Покровский монастырь стал православным 17 января 1842 г.)
В 1874 году при обители основано одноклассное училище для детей.
С 1879 года вся братия Покровского монастыря жила в Кутеинском монастыре.
В июне 1885 года во время сильной грозы от удара молнии сгорел деревянный Богоявленский собор. (По другим данным Богоявленский собор сгорел 24 июня 1891 г.)
В 1889 году вместо деревянной была построена каменная колокольня (разрушена в 1944 году).
Кутеинский монастырь посещали святые Афанасий Брестский и Георгий (Конисский), царь Николай II, святой Серафим Жировицкий.
С 11 ноября 1904 года при игумене Валентине монастырь снова стал общежительным, с уставом Киевского Свято-Троицкого (Ионина) монастыря.
В 1912 году в обители находилось 60 человек братии.
В 1915 году в братской трапезе была устроена церковь во имя Богоявления Господня.
В 1918 году монастырь был закрыт и стал подвергаться разрушениям, Различные постройки приспособлены для хоз.нужд, монастырские стены стали разрушаться, на месте монастырского кладбища построены гаражи, бывшие кельи приспособлены под жильё, большинство монахов получило по три года лагерей.
В 1920 году был закрыт последний Троицкий храм. Настоятель храма игумен Ферапонт (Отрощенко) переведен в Покровскую церковь д. Ланенка Дубровенского района.
В 20-х - 40-х гг. после закрытия монастыря монашествующие проживали в Орше по ул.Могилевская, 48.
В 30-х годах XX века в стенах обители размещались войска РККА.
В 1939 году обитель внесена в Список памятников истории и культуры БССР.
Во время ВОВ на территории монастыря располагался лагерь для советских военнопленных.
От 16 июля 1976 года Решением Витебского облисполкома исторические памятники архитектуры обители взяты под охрану государства.
В 70-х годах XX века на территории монастыря размещалась автошкола ДОСААФ.
В 1990 году была зарегистрирована община при бывшем Кутеинском монастыре.
С 1992 года обитель возобновлена решением Синода БПЦ, Наместником был назначен игумен Виктор (Пашкевич) (1992—1999 гг.). Монастырь был освящён на Пасху в 1993 году.
В 1995 году отреставрирован Свято-Троицкий храм.
11 ноября 1997 г. в пожаре был уничтожен Братский корпус.
В 2017 году завершено воссоздания монастырской колокольни, которая была разрушена авиационной бомбой в 1944 году во время войны.
Наместник обители с 2005 г. по декабрь 2018 г. — игумен Сергий (Константинов).
Богослужения в обители совершаются ежедневно.

## Праздники монастыря
- 25 февраля — День памяти свт. Мелетия архиепископа Харьковского.
- 2 августа и 18 сентября — День Оршанской иконы Божией Матери.
- 6 августа — День памяти свт. Георгия (Конисского) архиепископа Могилевского.
- 18 сентября — День памяти прмч. Афанасия Брестского.

## Икона Божией Матери «Оршанская» («Кутеинская»)
Согласно церковной традиции, икона была чудесным образом явлена в 1631 году около Богоявленского Кутеинского монастыря на берегу реки Кутеинки и являлась небесной заступницей города Орши. Имеется множество свидетельств помощи после молитв к Божией Матери перед Оршанской иконой, в частности, такую помощь получал преподобномученик Афанасий Брестский, который несколько лет проживал в монастыре (1627—1629, 1631).
Оригинал иконы был утрачен, и его местонахождение на сегодняшний день не известно. Сохранилось несколько её списков (копий), один из которых хранился в оршанском Успенском женском монастыре, разрушенном в советское время. В 1842 году в связи с многочисленными исцелениями больных от Оршанской иконы Пресвятой Богородицы монастырь был переведён в разряд первоклассных.
С XIX века местное празднование иконы совершается в один день с памятью преподобномученика Афанасия Брестского (18 сентября и 2 августа по новому стилю), который удостоился особого водительства и заступничества от Божией Матери через её Оршанскую икону.
В минском Свято-Духовом соборе находилась одна из копий Оршанской иконы Богородицы, написанная в XVIII столетии. 13 июля 2001 года митрополит Филарет, патриарший экзарх всея Беларуси, передал святыню в дар Витебской епархии. Она находилась в Свято-Ильинском храме Свято-Успенского женского монастыря города Орши.
Включена в официальный месяцеслов (календарь православной церкви) с 2013 года.
С 10 октября 2014 года список иконы находится в храме Живоначальной Троицы Богоявленского Кутеинского мужского монастыря.
Ежегодно 18 сентября в день памяти Оршанской иконы Божией Матери совершается крестный ход с иконой от монастыря по улицам города Орши.

## Кутеинская типография
В 1630 году при монастыре была основана типография, крупнейшая на то время в Великом княжестве Литовском. В 1631 году печатник Спиридон Соболь здесь выпустил первый «Букварь» на белорусском языке; среди других книг — «Лексикон» Памва Берынды (1653), «Брашно Духовное», «Новый Завет», «Псалтирь блаженного пророка и царя Давида», «Новый Завет, в нём же и псалтирь», памятник переводной белорусской литературы «История о Варлааме и Иосафе» (1637), «Дидаскалия» Сильвестра Косова (1637), многочисленные ноты. В 1632 году типографию возглавил игумен Иоиль (Труцевич). Кутеинская типография имела прочные связи с местной школой гравюры, к формированию которой также был причастен Спиридон Соболь: все изданные в типографии книги была декорированы и украшены заставками, и имели декорированный лист. В конце жизни Спиридон принял в монастыре постриг под именем Сильвестр.
Типография работала до 1654 году, затем её оборудование перевезли в Валдайский Иверский монастырь под Новгородом, оттуда в 1665 году в Воскресенский монастырь под Москвой, в 1676 году на Московский печатный двор.

## Настоятели монастыря
1. Игумен Иоиль (Труцевич) 1623—1655.
2. Игумен Варнава (Громович) 1655 — 21.08.1667.
3. Иеромонах Уриил с 21.08.1667. (и.о.)
4. Игумен Гедеон (Климович) 1675—1686 (совмещение).
5. Игумен Сильвестр (Волчанский) сентябрь 1686.
6. Игумен Геннадий (Горелка) 1687.
7. Игумен Ермолай (Зубац) 1688.
8. Игумен Иов (Молочко) 1693—1696.
9. Игумен Иосиф (Поленяка) 1701.
10. Игумен Иов (Молочко) 1705-1718. (повторно)
11. Игумен Мелетий (Чайковский) 1718—1722.
12. Игумен Михаил (Кобринец) 1722 — 13.08.1755.
13. Игумен Геннадий (Терешкевич) 1755-1759
14. Игумен Геннадий (Дорошкевич) 1760-1775
15. Иеромонах Кирилл (Жилка) 1775-1777
16. Игумен Маркелл 1777-1778
17. Иеромонах Леонид 1778-1780 (и.о.)
18. Игумен Варлаам 1780-18.12.1781
19. Игумен Кирилл (Жилка) 18.12.1781- 27.9.1788 (повторно)
20. Игумен Давид (Лятошинский) 27.9.1788 — 17.12.1795.
21. Игумен Иоасаф 17.12.1795 — 28.10.1798.
22. Игумен Сосипатр 9.12.1798 — 12.05.1799.
23. Игумен Александр (Корженевский) 1799-1801.[22].
24. Игумен (с 19.8.1805. архимандрит) Феофан (Романовский) 8.11.1801 — 19.12.1807.
25. Архимандрит Иустин (Сементовский) 21.11.1808 — 1812.
26. Протоиеромонах Иоиль (Кутневич) 1812-1813 (и.о.)
27. Архимандрит Иринарх 1814[23].
28. Архимандрит Венедикт (Григорович) 25.04.1815 — август 1821.
29. Архимандрит Мелетий (Леонтович) 9.08.1821 — 1823.
30. Архимандрит Аркадий (Федоров) июнь 1823 — июнь 1824.
31. Иеромонах Петр июль 1825—1826 (и. о).
32. Архимандрит Созонт 1826—1827
33. Архимандрит Амвросий (Лебедев) 1828 — 14.12.1832.
34. Архимандрит Феофил 14.12.1832 — 1836.
35. Архимандрит Геннадий 1837—1842.
36. Игумен Фавст 1842.
37. Архимандрит Никодим 1842—1849.
38. Архимандрит Иоасаф 1850—1852.
39. Архимандрит Флавиан 1853.
40. Архимандрит Арсений 1854—1859.
41. Архимандрит Евфимий 1860—1865.
42. Архимандрит Агапит (Сахаров) 11.7.1865 — 2.2.1883.
43. Иеромонах Иоанникий (и. о.) февраль - июль 1883.
44. Архимандрит Платон 7.7.1883[24] — 1904.
45. Игумен Валентин (Коротенко) 11.11.1904 — 1905.
46. Игумен Серафим (Дементьев) 29.12.1905 — 18.11.1915
47. Игумен Ферапонт (Отрощенко) 18.02.1916 — 1918[17] (1918—1920 — настоятель храма)
48. Архиепископ Димитрий (Дроздов) 1992-2018

В 1779 и 1813 годах — настоятеля нет.